# Miralrío
Miralrío è un comune spagnolo di 64 abitanti situato nella comunità autonoma di Castiglia-La Mancia.